# باد موسمی (فیلم ۱۹۵۲)
«باد موسمی» (انگلیسی: Monsoon (1952 film)) یک فیلم است که در سال ۱۹۵۲ منتشر شد.